# Karl Christian Birkel
Karl Christian Birkel (* 3. Dezember 1904 in Schorndorf; † 13. Mai 1992 in Endersbach) war ein deutscher Unternehmer.

## Leben
Karl Christian Birkel war der Enkelsohn des Balthasar Stephan Birkel, der 1874 in Schorndorf einen Mühlen- und Produkthandel gegründet hatte. Dort erfolgte 1896 die Grundsteinlegung zur ersten Nudelfabrik. 1902 kamen die ersten Nudeln unter dem Namen Victoria auf den Markt. Nachdem Karl Christian Birkel eine kaufmännische Ausbildung absolviert hatte, stieg er 1929 ins Familienunternehmen Schwabennudelwerke B. Birkel Söhne in Endersbach ein, dort wurde ihm 1944 die Geschäftsführung übertragen.
Zusätzlich gründete er mit seinem Bruder Theodor Eierteigwarenfabriken in Buxtehude und Schwelm.
Neben seiner unternehmerischen Tätigkeit übernahm Karl Christian Birkel Aufgaben als Vorsitzender des Bundesverbandes der Deutschen Teigwarenindustrie sowie als Vizepräsident der Vereinigung der Verbände der Teigwarenindustrie in der EWG.
Karl Christian Birkel war verheiratet. Mit seiner Ehefrau Gertrud hatte er drei Söhne, nämlich den 1973 verstorbenen Diplomkaufmann Heinz-Dieter, Peter sowie den späteren Firmenchef Klaus Birkel. Karl Christian Birkel verstarb 1992 im Alter von 87 Jahren.

## Ehrungen
- 1969: Großes Verdienstkreuz der Bundesrepublik Deutschland
- 1972: Ehrenbürger von Endersbach
- 1980: Verdienstmedaille des Landes Baden-Württemberg